# 30705 Idaios
30705 Idaios è un asteroide troiano di Giove del campo troiano. Scoperto nel 1977, presenta un'orbita caratterizzata da un semiasse maggiore pari a 5,2039448 UA e da un'eccentricità di 0,0589133, inclinata di 19,74797° rispetto all'eclittica.
L'asteroide è dedicato a Ideo, guerriero troiano.